# Berneuil (Charente-Maritime)
Pour les articles homonymes, voir Berneuil.
Berneuil est une commune du Sud-Ouest de la France, située dans le département de la Charente-Maritime (région Nouvelle-Aquitaine).
Ses habitants sont appelés les Berneuillais et les Berneuillaises.

## Géographie
Berneuil est une commune rurale, fortement résidentielle, située dans la deuxième couronne péri-urbaine de l'aire urbaine de Saintes.

### Localisation et accès
La commune de Berneuil est située au sud de Saintes. C'est une commune rurale, fortement résidentielle, située dans la deuxième couronne péri-urbaine de Saintes.
Située à moins de 10 km de Saintes, la commune tire un grand avantage de sa proximité géographique de la ville-centre, d'autant qu'elle en est directement reliée par la D 137 -ex N 137.
Disposant d'un finage très étendu, la commune a pu aménager de nombreux terrains constructibles, d'autant plus que les activités agricoles ont considérablement diminué avec le nouveau siècle.

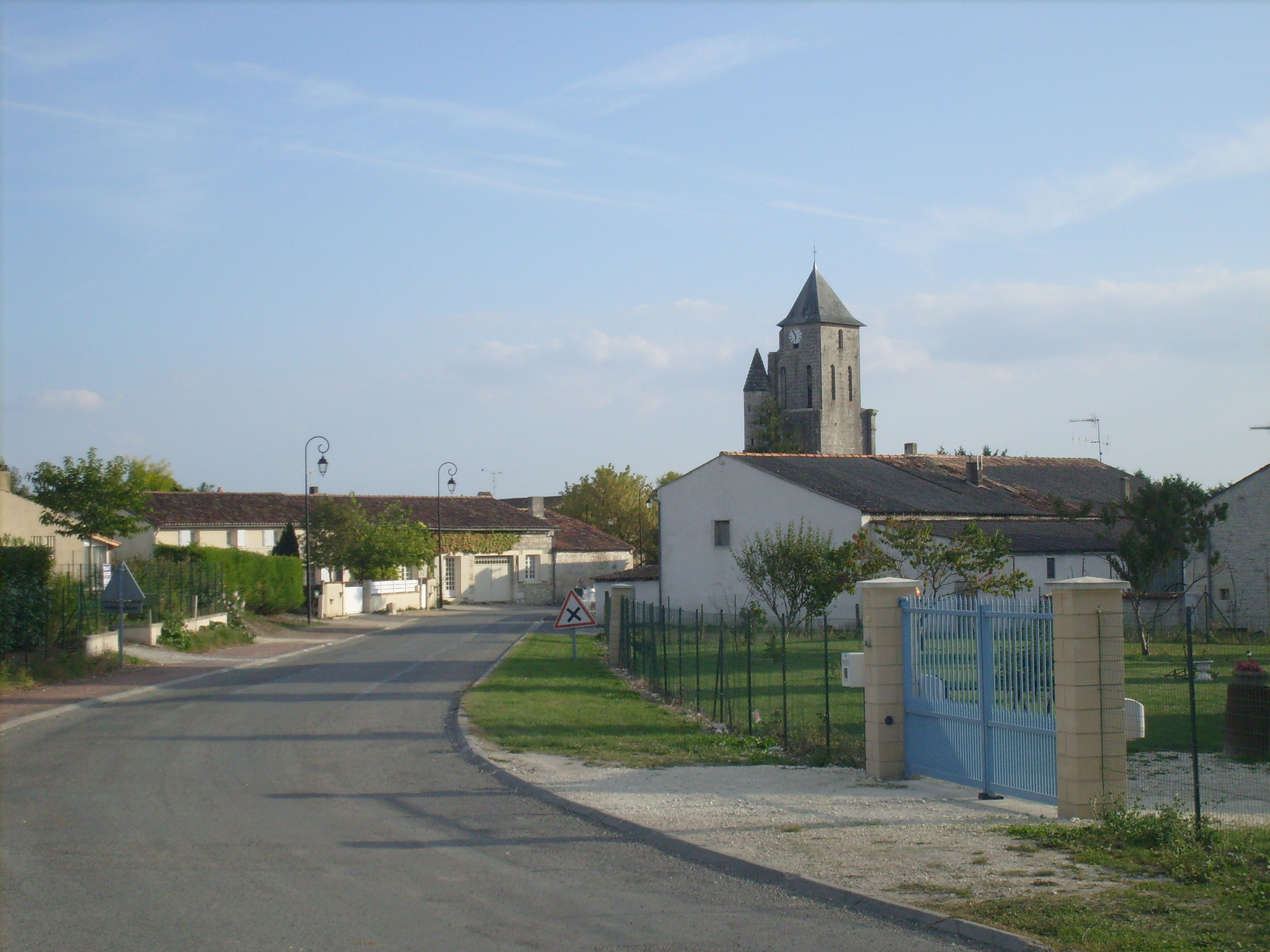
La rue des Moulins à Berneuil. On remarque la présence d'habitats pavillonnaires.
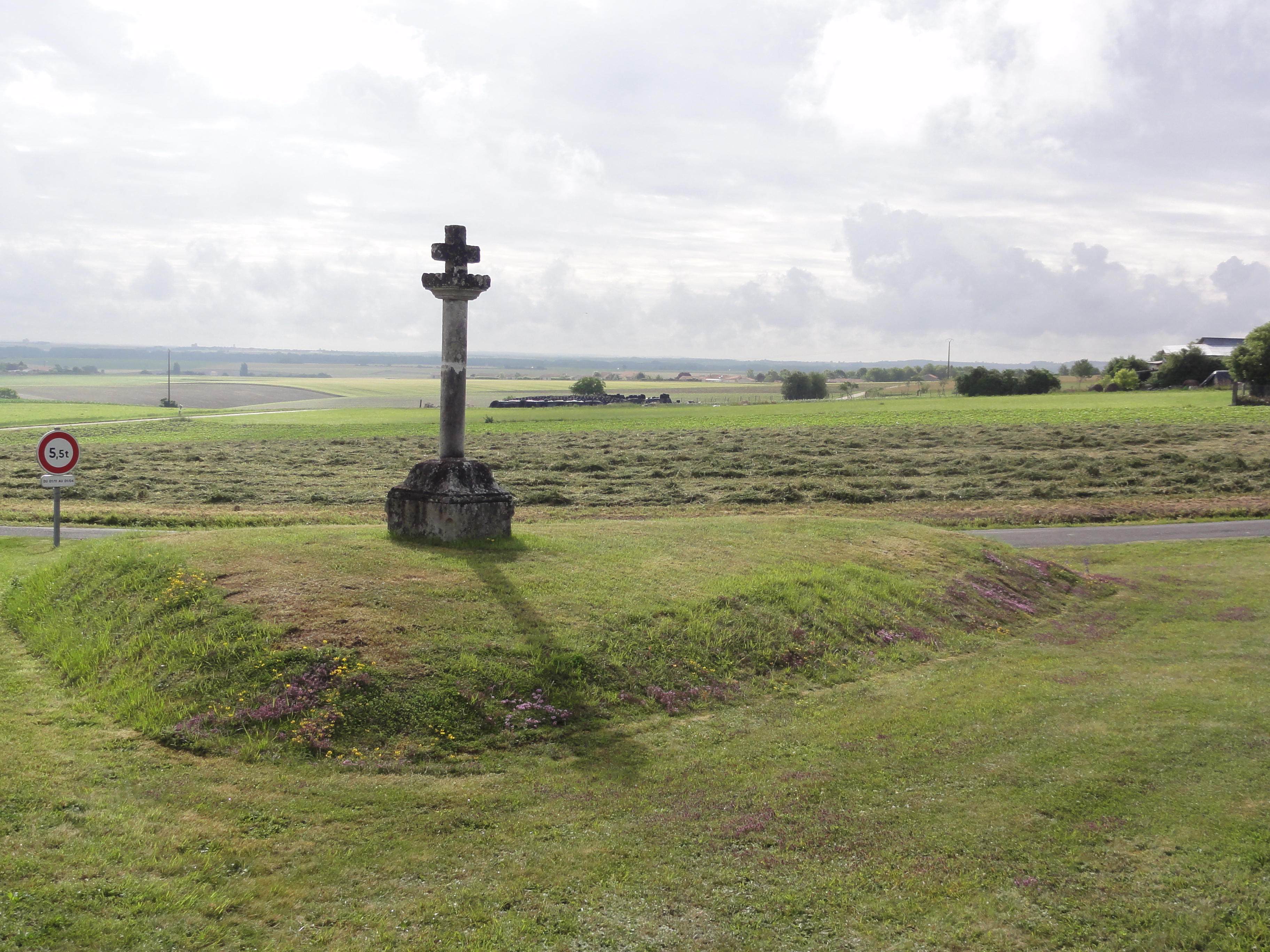
Une croix au lieu-dit de la Pouyade. Au second plan, des terres agricoles.

### Communes limitrophes
|            | Les Gonds       | Courcoury, Montils |
| Préguillac | Berneuil        | La Jard            |
| Tesson     | Villars-en-Pons | Saint-Léger        |

### Relief, hydrographie, végétation

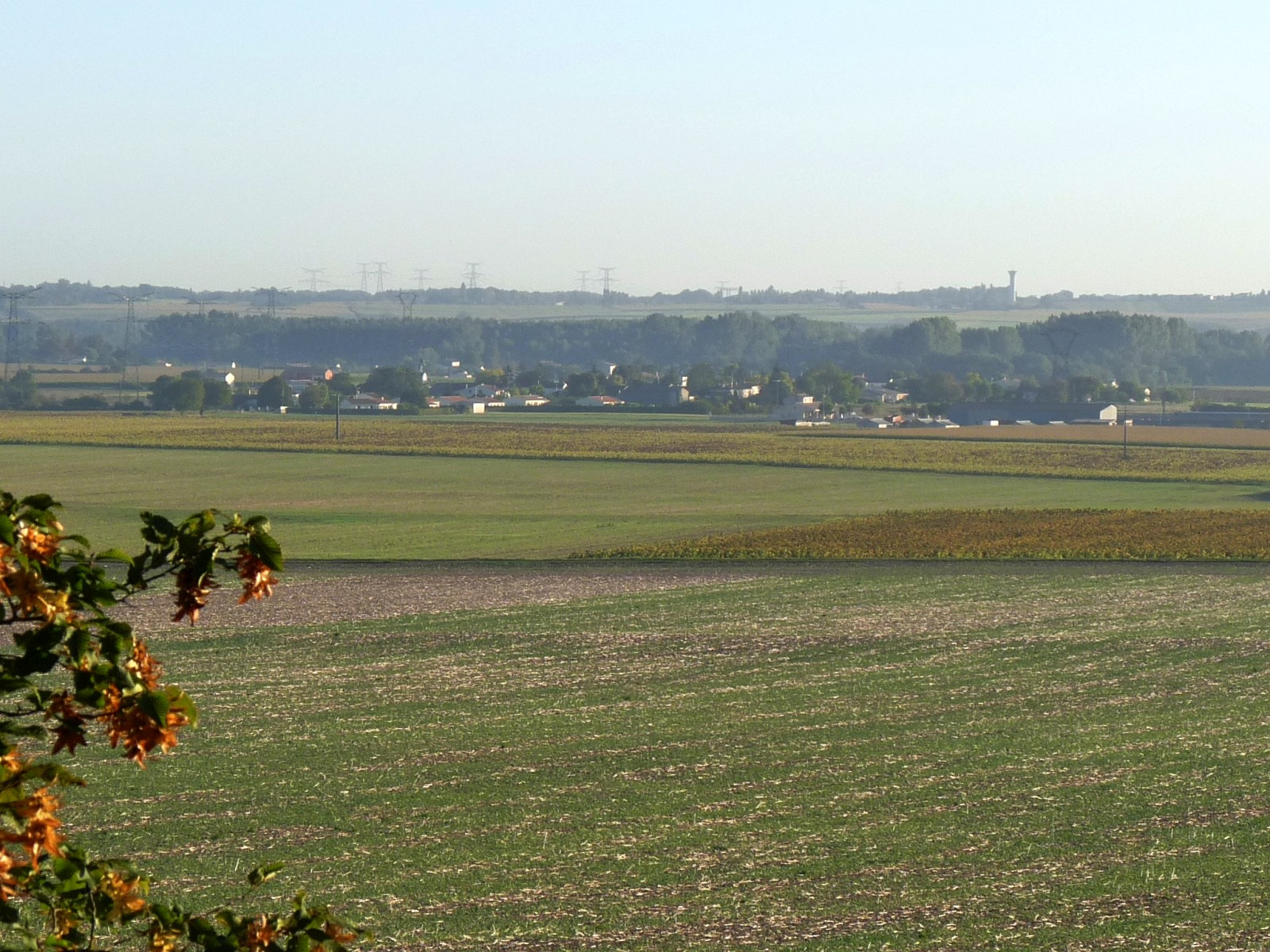
Les vallées de la Seugne et de la Charente vues depuis le cimetière allemand, au nord-est.

À l'est, la commune est baignée par la vallée de la Seugne et, au sud, elle est bordée par la forêt de Pons, dont elle constitue une des bordures septentrionales. Le reste de la commune est vallonné, et les coteaux élevés et les mieux exposés sont occupés par la vigne.

## Urbanisme

### Typologie
Au 1er janvier 2024, Berneuil est catégorisée commune rurale à habitat dispersé, selon la nouvelle grille communale de densité à 7 niveaux définie par l'Insee en 2022.
Elle est située hors unité urbaine. Par ailleurs la commune fait partie de l'aire d'attraction de Saintes, dont elle est une commune de la couronne,. Cette aire, qui regroupe 62 communes, est catégorisée dans les aires de 50 000 à moins de 200 000 habitants,.

### Occupation des sols
L'occupation des sols de la commune, telle qu'elle ressort de la base de données européenne d’occupation biophysique des sols Corine Land Cover (CLC), est marquée par l'importance des territoires agricoles (74,5 % en 2018), en diminution par rapport à 1990 (76,1 %). La répartition détaillée en 2018 est la suivante : 
terres arables (55,2 %), forêts (19,6 %), prairies (7,2 %), zones agricoles hétérogènes (7 %), cultures permanentes (5,1 %), zones urbanisées (3 %), milieux à végétation arbustive et/ou herbacée (2,8 %). L'évolution de l’occupation des sols de la commune et de ses infrastructures peut être observée sur les différentes représentations cartographiques du territoire : la carte de Cassini (XVIIIe siècle), la carte d'état-major (1820-1866) et les cartes ou photos aériennes de l'IGN pour la période actuelle (1950 à aujourd'hui).

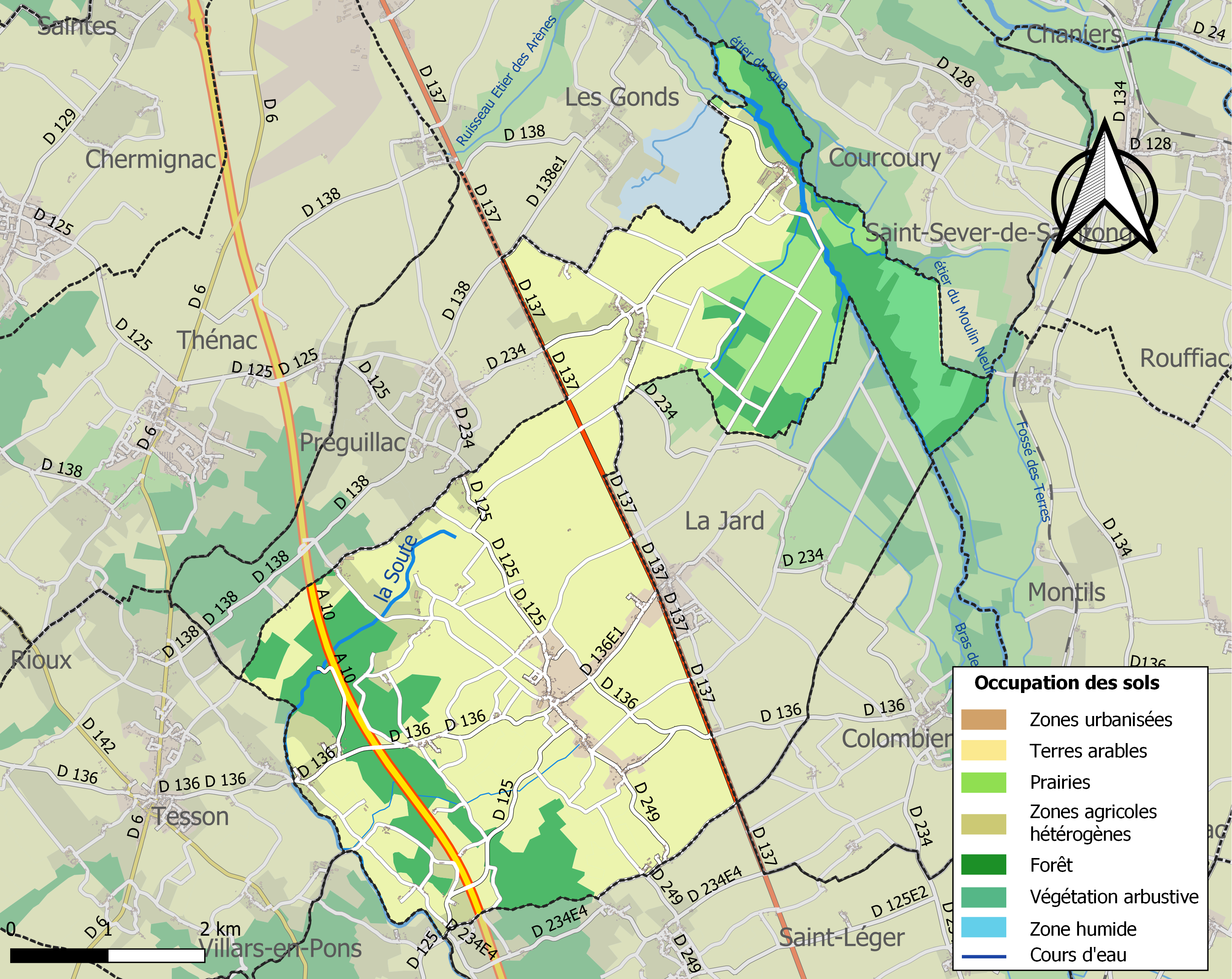
Carte des infrastructures et de l'occupation des sols de la commune en 2018 (CLC).

### Risques majeurs
Le territoire de la commune de Berneuil est vulnérable à différents aléas naturels : météorologiques (tempête, orage, neige, grand froid, canicule ou sécheresse), inondations, mouvements de terrains et séisme (sismicité faible). Il est également exposé à un risque technologique,  le transport de matières dangereuses. Un site publié par le BRGM permet d'évaluer simplement et rapidement les risques d'un bien localisé soit par son adresse soit par le numéro de sa parcelle.

#### Risques naturels
La commune fait partie du territoire à risques importants d'inondation (TRI) Saintes-Cognac-Angoulême, regroupant 46 communes concernées par un risque de débordement du fleuve Charente (34 en Charente et 12 en Charente-Maritime), un des 18 TRI qui ont été arrêtés fin 2012 sur le bassin Adour-Garonne. Les événements antérieurs à 2014 les plus significatifs sont les crues de l'hiver 1779, de 1842, de 1859, du 9 décembre 1882 du 19 février 1904, du 10 janvier 1961, de mars-avril 1962, du 24 décembre 1982 et du 8 janvier 1994. Des cartes des surfaces inondables ont été établies pour trois scénarios : fréquent (crue de temps de retour de 10 ans à 30 ans), moyen (temps de retour de 100 ans à 300 ans) et extrême (temps de retour de l'ordre de 1 000 ans, qui met en défaut tout système de protection). La commune a été reconnue en état de catastrophe naturelle au titre des dommages causés par les inondations et coulées de boue survenues en 1982, 1993, 1999, 2010 et 2021,.

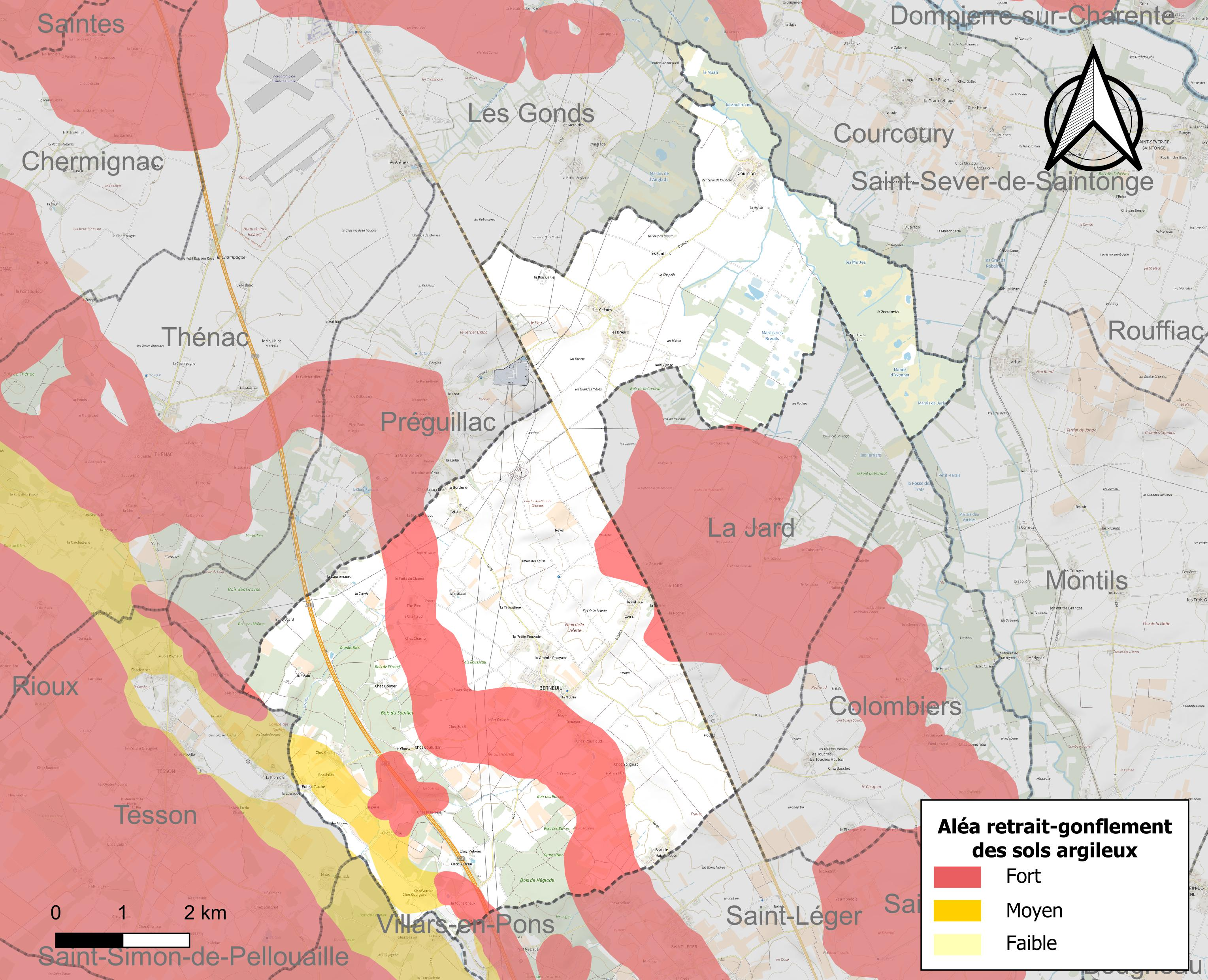
Carte des zones d'aléa retrait-gonflement des sols argileux de Berneuil.

Les mouvements de terrains susceptibles de se produire sur la commune sont des affaissements et effondrements liés aux cavités souterraines (hors mines) et des tassements différentiels. Par ailleurs, afin de mieux appréhender le risque d’affaissement de terrain, l'inventaire national des cavités souterraines permet de localiser celles situées sur la commune.
Le retrait-gonflement des sols argileux est susceptible d'engendrer des dommages importants aux bâtiments en cas d’alternance de périodes de sécheresse et de pluie. 20,5 % de la superficie communale est en aléa moyen ou fort (54,2 % au niveau départemental et 48,5 % au niveau national). Sur les 559 bâtiments dénombrés sur la commune en 2019,  159 sont en aléa moyen ou fort, soit 28 %, à comparer aux 57 % au niveau départemental et 54 % au niveau national. Une cartographie de l'exposition du territoire national au retrait gonflement des sols argileux est disponible sur le site du BRGM,.
Par ailleurs, afin de mieux appréhender le risque d’affaissement de terrain, l'inventaire national des cavités souterraines permet de localiser celles situées sur la commune.
Concernant les mouvements de terrains, la commune a été reconnue en état de catastrophe naturelle au titre des dommages causés par la sécheresse en 2003 et 2011 et par des mouvements de terrain en 1999 et 2010.

#### Risques technologiques
Le risque de transport de matières dangereuses sur la commune est lié à sa traversée par une ou des infrastructures routières ou ferroviaires importantes ou la présence d'une canalisation de transport d'hydrocarbures. Un accident se produisant sur de telles infrastructures est susceptible d’avoir des effets graves sur les biens, les personnes ou l'environnement, selon la nature du matériau transporté. Des dispositions d’urbanisme peuvent être préconisées en conséquence.

## Toponymie
L'origine du nom de Berneuil remonterait à un personnage gaulois Brennus auquel est apposé le suffixe gaulois -ialo, terme de nom de lieu signifiant "espace découvert", "clairière", et qui correspondrait donc à « clairière de Brennus »,.

## Histoire
Berneuil est une commune dont les traces historiques remontent jusqu'au néolithique, mais la période antique a laissé des vestiges bien plus nombreux. Dans ses environs, passait une voie romaine dont les traces sont encore visibles, elle correspondait à l'antique chaussée gallo-romaine qui reliait Mediolanum Santonum à Burdigala.
Plus tard, à l'époque médiévale, la commune était située sur le chemin de Saint-Jacques-de-Compostelle Via Turonensis qui mène de Saintes à Pons.

## Administration

### Liste des maires

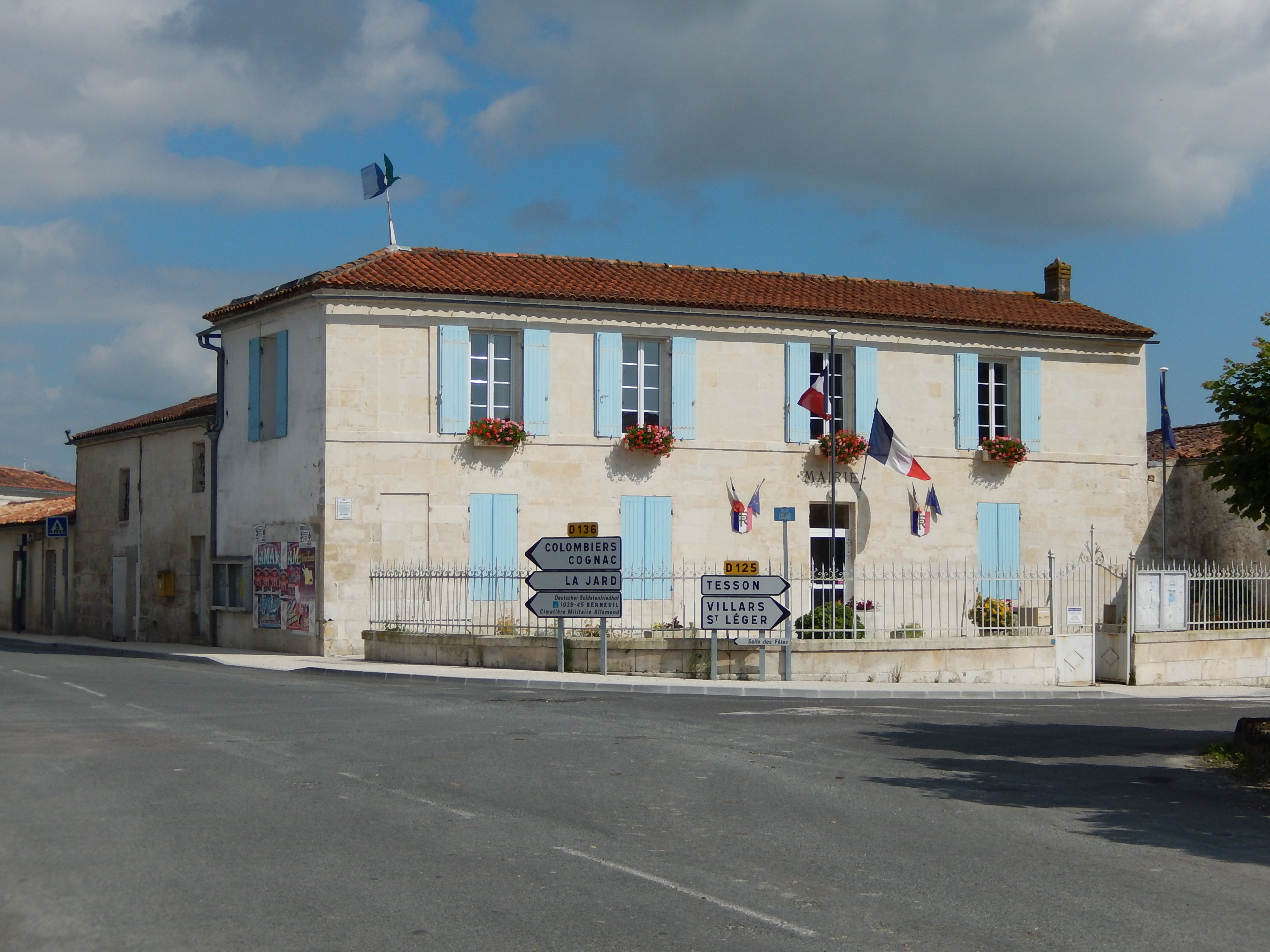
La mairie.

| Période                                  | Période  | Identité            | Étiquette | Qualité  |
| ---------------------------------------- | -------- | ------------------- | --------- | -------- |
|                                          |          | Jean de Mirman      |           |          |
| 2001                                     | 2008     | Michel Branger      |           |          |
| 2008                                     | 2014     | Christophe Daranlot |           |          |
| 2014                                     | 2020     | Joël Reignier       |           | Retraité |
| mai 2020                                 | En cours | Jean-Pierre Maurel  |           |          |
| Les données manquantes sont à compléter. |          |                     |           |          |

### Région
À la suite de la réforme administrative de 2014 ramenant le nombre de régions de France métropolitaine de 22 à 13, la commune appartient depuis le 1er janvier 2016 à la région Nouvelle-Aquitaine, dont la capitale est Bordeaux. De 1972 au 31 décembre 2015, elle a appartenu à la région Poitou-Charentes, dont le chef-lieu était Poitiers.

### Canton
La commune appartient au canton de Thénac depuis le mois de mars 2015. Avant cette date, elle appartenait au canton de Gémozac, dont elle était l'une des 16 communes.

### Intercommunalité
La commune adhère à la Communauté de communes du canton de Gémozac et de la Saintonge Viticole, dont Gémozac occupe le siège administratif.
Elle appartient au Pays de Saintonge Romane dont le siège administratif est également situé à Saintes.

## Démographie

### Évolution démographique
L'évolution du nombre d'habitants est connue à travers les recensements de la population effectués dans la commune depuis 1793. Pour les communes de moins de 10 000 habitants, une enquête de recensement portant sur toute la population est réalisée tous les cinq ans, les populations de référence des années intermédiaires étant quant à elles estimées par interpolation ou extrapolation. Pour la commune, le premier recensement exhaustif entrant dans le cadre du nouveau dispositif a été réalisé en 2004.

En 2022, la commune comptait 1 163 habitants, en évolution de +1,66 % par rapport à 2016 (Charente-Maritime : +4,04 %, France hors Mayotte : +2,11 %).
| 1793  | 1800  | 1806 | 1821  | 1831  | 1836  | 1841  | 1846  | 1851  |
| ----- | ----- | ---- | ----- | ----- | ----- | ----- | ----- | ----- |
| 1 414 | 1 044 | 944  | 1 301 | 1 413 | 1 402 | 1 403 | 1 385 | 1 241 |

| 1856  | 1861  | 1866  | 1872  | 1876  | 1881 | 1886 | 1891 | 1896 |
| ----- | ----- | ----- | ----- | ----- | ---- | ---- | ---- | ---- |
| 1 213 | 1 210 | 1 111 | 1 079 | 1 024 | 978  | 873  | 900  | 865  |

| 1901 | 1906 | 1911 | 1921 | 1926 | 1931 | 1936 | 1946 | 1954 |
| ---- | ---- | ---- | ---- | ---- | ---- | ---- | ---- | ---- |
| 834  | 839  | 812  | 727  | 729  | 675  | 633  | 631  | 599  |

| 1962 | 1968 | 1975 | 1982 | 1990 | 1999 | 2004 | 2006 | 2009  |
| ---- | ---- | ---- | ---- | ---- | ---- | ---- | ---- | ----- |
| 625  | 636  | 595  | 669  | 732  | 836  | 894  | 926  | 1 053 |

| 2014  | 2019  | 2022  | - | - | - | - | - | - |
| ----- | ----- | ----- | - | - | - | - | - | - |
| 1 146 | 1 149 | 1 163 | - | - | - | - | - | - |

### Pyramide des âges
La population de la commune est relativement jeune.
En 2018, le taux de personnes d'un âge inférieur à 30 ans s'élève à 33 %, soit au-dessus de la moyenne départementale (29 %). À l'inverse, le taux de personnes d'âge supérieur à 60 ans est de 24,1 % la même année, alors qu'il est de 34,9 % au niveau départemental.
En 2018, la commune comptait 574 hommes pour 573 femmes, soit un taux de 50,04 % d'hommes, largement supérieur au taux départemental (47,85 %).
Les pyramides des âges de la commune et du département s'établissent comme suit.
| Hommes | Classe d’âge | Femmes |
| ------ | ------------ | ------ |
| 0,2    | 90 ou +      | 0,2    |
| 5,2    | 75-89 ans    | 5,4    |
| 18,8   | 60-74 ans    | 18,5   |
| 22,4   | 45-59 ans    | 19,5   |
| 20,5   | 30-44 ans    | 23,3   |
| 14,4   | 15-29 ans    | 13,4   |
| 18,4   | 0-14 ans     | 19,7   |

| Hommes | Classe d’âge | Femmes |
| ------ | ------------ | ------ |
| 1,1    | 90 ou +      | 2,6    |
| 10,1   | 75-89 ans    | 12,6   |
| 22     | 60-74 ans    | 23,2   |
| 20,1   | 45-59 ans    | 19,7   |
| 16,1   | 30-44 ans    | 15,6   |
| 15,2   | 15-29 ans    | 12,7   |
| 15,4   | 0-14 ans     | 13,6   |

## Économie
L'économie de la commune est encore caractérisée par quelques activités agricoles où la céréaliculture est devenue largement prédominante, aux dépens de la vigne et de l'élevage  bovin, cette dernière activité ayant beaucoup diminué.
Après la crise du phylloxéra qui a commencé à ravager le vignoble de la Saintonge à partir de 1875, la vigne dans la commune de Berneuil a été partiellement reconstituée, mais elle n'occupe plus une activité dominante. Tout le territoire communal est situé dans la zone d'appellation des Bons Bois pour l'élaboration des eaux de vie de cognac et pour la production du pineau des Charentes.
Depuis les années 1970, Berneuil a aménagé des lotissements communaux la transformant depuis en une commune résidentielle de la deuxième couronne  de l'aire urbaine de Saintes.

## Lieux et monuments

### Cimetière militaire allemand

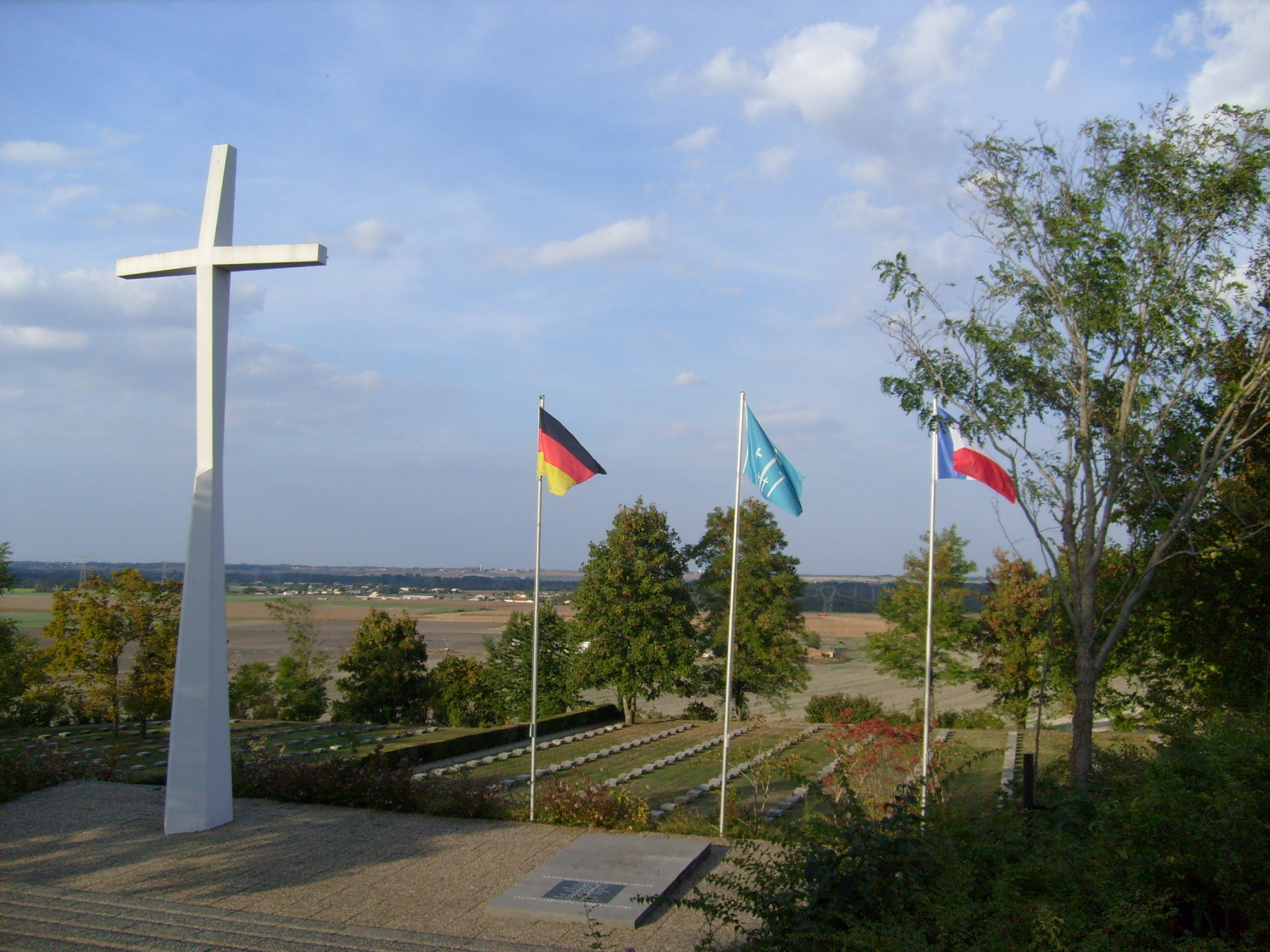
Une croix de onze mètres domine le cimetière militaire allemand de Berneuil.

Un  cimetière militaire allemand, relatif à la Seconde Guerre mondiale, a été construit dans la commune. Il se trouve à proximité de la Nationale 137 entre Saintes et La Jard en direction de Pons et Bordeaux, soit environ à 8 km au sud de Saintes.
Il abrite les tombeaux de 8328 soldats allemands tombés pendant la Seconde Guerre mondiale dans les 15 départements du sud-ouest de la France : Basses-Pyrénées, Cantal, Charente, Charente-Maritime, Corrèze, Creuse, Dordogne, Gers, Gironde, Haute-Vienne, Lot, Landes, Hautes-Pyrénées, Tarn-et-Garonne et Lot-et-Garonne.
Depuis juillet 1962 on exhume les soldats morts dans ces régions, on tente d'identifier la plupart des inconnus avant de les inhumer de nouveau au cimetière militaire de Berneuil.  L´inauguration de ce lieu de mémoire a eu lieu le 24 juin 1967.
Une table d´orientation se trouve sur un autel en pierre au centre du cimetière et à droite de ce dernier il y a des listes contenant les noms des soldats enterrés. L´entrée est libre à tous et chacun est invité à visiter ce mémorial.
La devise du Service d´entretien des sépultures militaires allemandes (SESMA ou en allemand Volksbund Deutsche Kriegsgräberfürsorge) est : « Réconciliation par-dessus les tombes – travail pour la paix ».

### Église Notre-Dame-de-l'Assomption

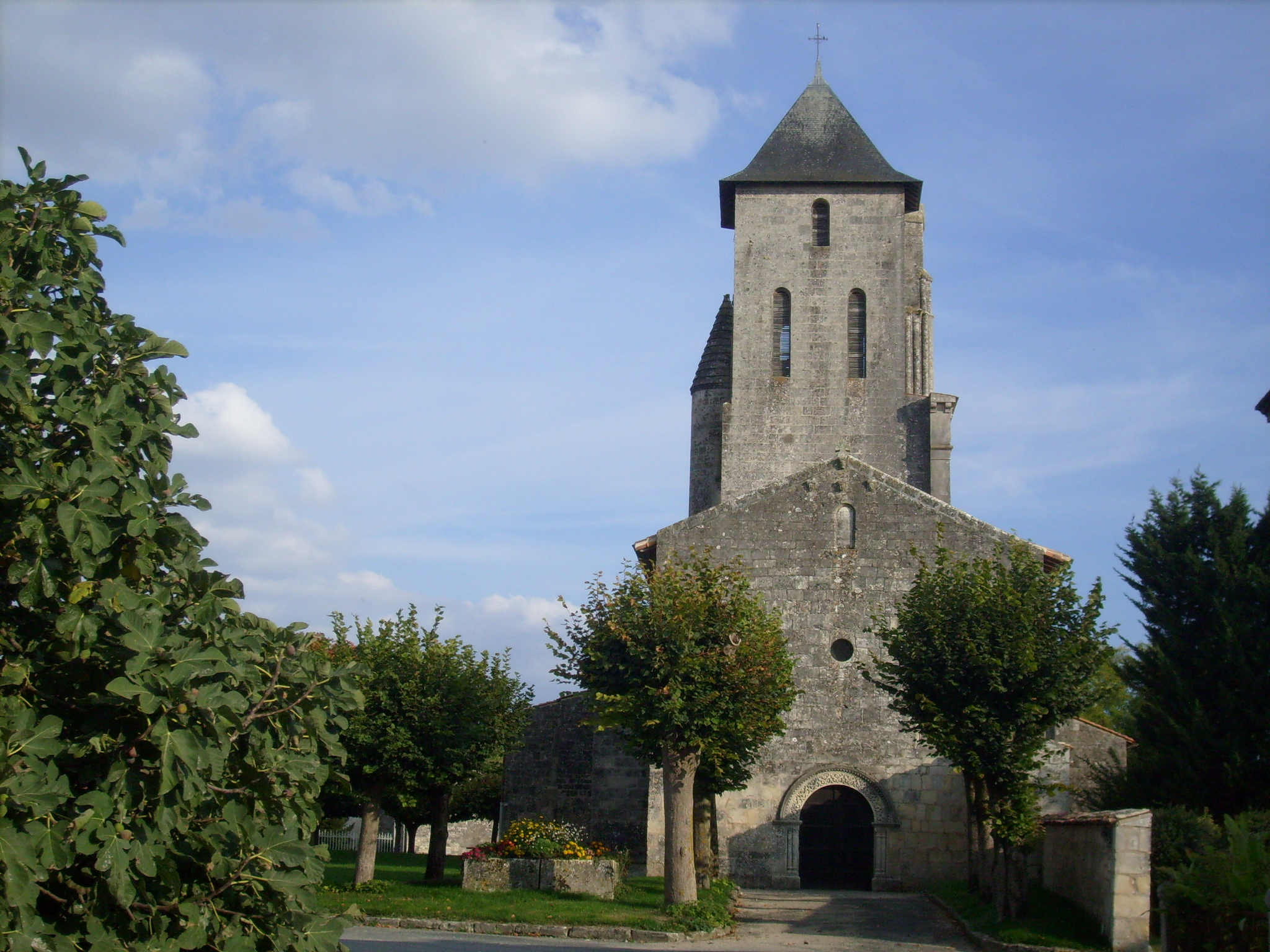
L'église Notre-Dame-de-l'Assomption.

L´église de Notre-Dame-de-l'Assomption laisse par ses éléments de style du XIIe siècle (roman), du XVe siècle (gothique) et du XIXe siècle (reconstruction des parts démolis) imaginer quelles forces se déroulaient pendant le millénaire passé.
Le clocher, dont 2 faces sont encore en état original roman est remarquable. Dans la crypte ou sous le croisillon sud on a trouvé un ossuaire qui date vraisemblablement d´une importante bataille entre les forces du prince de Condé (Fronde) et celles du roi de France en 1652 aux alentours de Berneuil (Charente-Maritime).[réf. souhaitée]

### Moulins

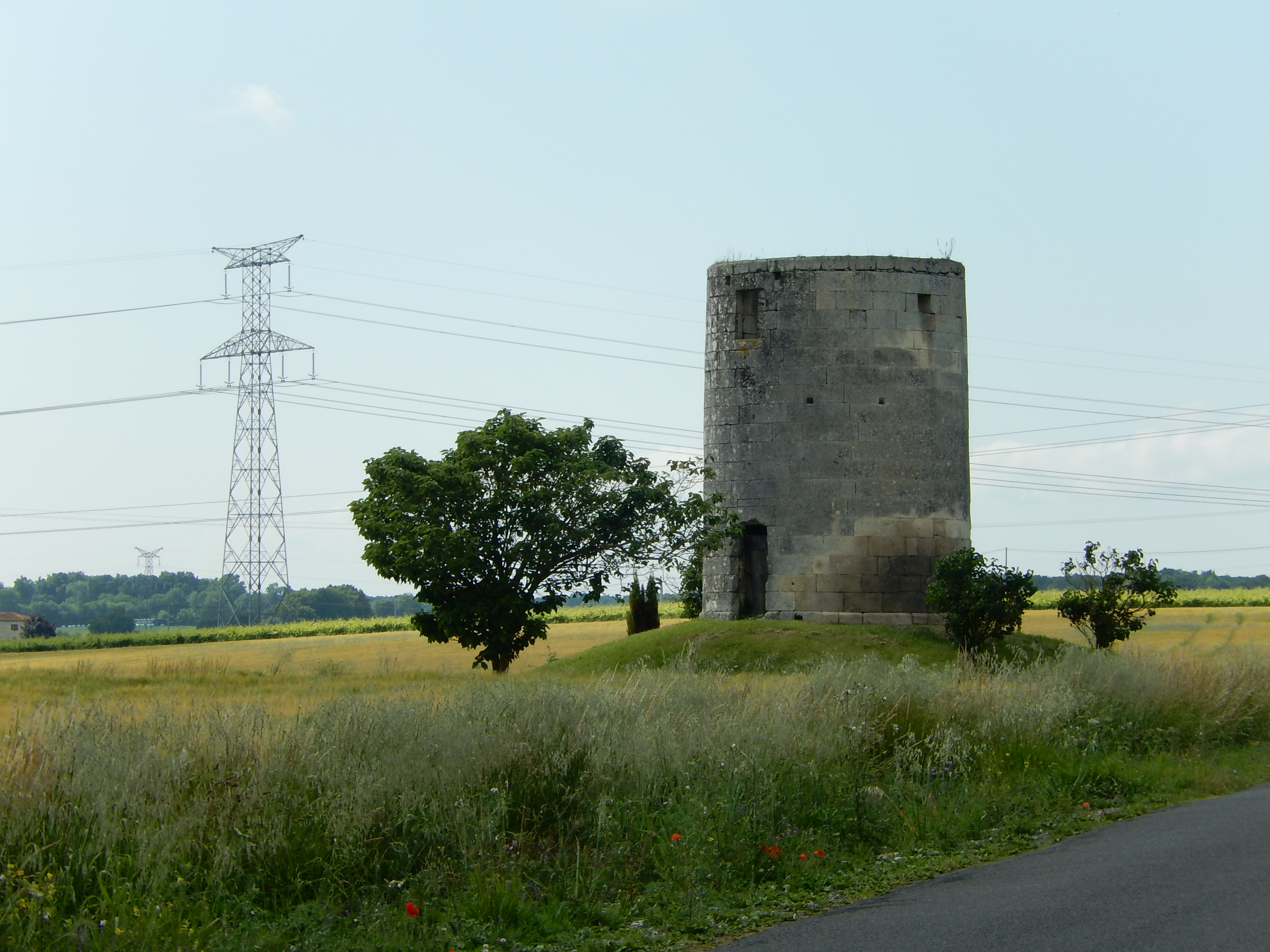
Le moulin de la Tétaudière.

Quelques ruines de moulins sont visibles dans la commune. Le mieux conservé est peut-être celui qui se trouve au hameau de la Tétaudière, au nord du chef-lieu.

## Personnalités liées à la commune
- Walter Gleiniger, qui commandait la garnison allemande de Limoges pendant la Seconde Guerre mondiale repose au cimetière.
- Helmut Hämpfe, « Héros N° 1 » de la Division commandant le 3e Bataillon y reposerait, mais des doutes subsistent.
- Yves Marchesseau, qui interprétait le personnage de la Boule dans l'émission Fort Boyard, y habitait. Il y tenait un musée consacré au pastis 51. Il est mort le 29 septembre 2014 à l'âge de 62 ans d'un cancer de l’œsophage[25].

## Jumelages
La commune de Berneuil prévoit un jumelage avec une commune allemande ayant également un cimetière militaire sur son territoire.

## Événements et manifestations
- Le dimanche des Rameaux : foires à la brocante.
- Mois de mai : marche.
- 1er W.E de juillet : Rando vtt.
- Septembre : forum-exposition.